# アルナウト・ダニエル

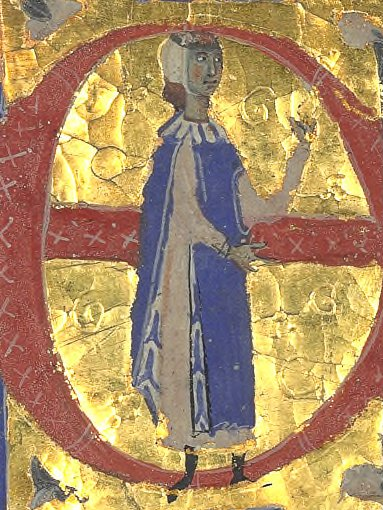
アルナウト・ダニエル

アルナウト・ダニエル (Arnaut Daniel 活動時期：1180年頃-1200年頃）（アルノー・ダニエル）は中世フランス南部の吟遊詩人トルバドゥールの一人。オック語による押韻の技巧を凝らした詩で知られる。
アルナウトの生涯についてはほんの僅かであるがヴィダス Vidas で触れられている。
『アキテーヌ地方ペリゴール（現在のドルドーニュ県）のリベラック（Riberac）村にあった城で高貴な身分に生まれ、学問と詩作に励んだが、後に地位を捨ててジョングルールとして諸国を遍歴した。極めて凝ったカンソを作ったが、余りに難しいために理解する事も覚える事も容易でなかった。ガスコーニュ（現在のランド県とピレネー＝アトランティック県）の身分の高い既婚の貴婦人に恋をしたが、それが叶えられたとは誰も信じなかった。』
セスティーナと呼ばれる6行6連詩を作った事でも知られ、またイタリア北部の清新体派の詩に影響を与えた事をダンテは『神曲』の中で示唆している。
"Lo ferm voler qu'el cor m'intra"「我が心にしのびこむ この切なる恋の思いを」、"Sol sui qui sai lo sobrafan"「我が知しり事は 悲しみのみ」など、19のカンソが残されている。